# Ирун
Ирун (шп. Irun) град је у Шпанији у аутономној заједници Баскија у покрајини Гипузкоа. Према процени из 2008. у граду је живело 60.914 становника.

## Становништво
Према процени, у граду је 2008. живело 60.914 становника.
| 1991.  | 2001.  |
| ------ | ------ |
| 53.276 | 56.601 |